# استثمار النظراء
استثمار النظراء، أو الاستثمار بين النظراء، (بالإنجليزية: Peer-to-peer investing، واختصارًا: P2PI) هو استثمار الأموال في السندات الصادرة عن المقترضين الذين يطلبون قرضًا دون المرور على وسيط مالي تقليدي، أو أي شخص لا يعرفه المستثمر. يجب عدم الخلط بين استثمار النظراء وبين اقتراض النظراء، والذي يختص بالتعامل مع الجزء الخاص بالمقترض. يجري الاستثمار عن طريق الإنترنت من خلال شركة إقراض أو استثمار من نظير إلى نظير. يوجد مستثمر واحد ومقترض واحد. تُباع السندات كأوراق مالية، إذ يصبح بإمكان المستثمرين الخروج من الاستثمار قبل أن يسدد المقترض الدين.
استثمار النظراء وسيلة لتمويل الديون، تتيح للأفراد إقراض الأموال دون اللجوء لمؤسسة مالية رسمية كوسيط. يزيل استثمار النظراء دور الوسيط من العملية، لكن ذلك يحتم وقتًا ومجهودًا ومخاطرة أكثر مقارنة بالوسائل التقليدية للإقراض المعتمدة على الأصول الثابتة.

## الخصائص
لا يتوافق الإقراض من نظير إلى نظير بشكل قانوني مع أنواع المؤسسات المالية الرسمية الثلاثة: آخذو الإيداعات، والمستثمرون، والقائمون بأعمال التأمين. بل تُصنف أحيانًا كخدمة مالية بديلة. الخصائص الرئيسية للإقراض من نظير إلى نظير هي:
- هدفها الربح.
- لا ضرورة لوجود سند مالي مشترك أو علاقة سابقة بين المقرضين والمقترضين.
- تكون الوساطة عبر شركة إقراض من نظير إلى نظير.
- تجري المعاملات عن طريق الإنترنت.
- يختار المقرضون أيًا من المقترضين ليستثمروا معهم.
- القروض غير مضمونة وغير محمية بالتأمين الحكومي.
- تُعامل القروض كسندات مالية، إذ يمكن بيعها للمقرضين الآخرين.

أغلب الوسطاء بين النظراء يوفرون الخدمات التالية:
- منصة استثمار على الإنترنت لإتاحة الفرصة للمقترضين لجذب المقرضين.
- تطوير نماذج ائتمانية لتصديق القروض وتسعيرها.
- التحقق من هوية المقترض وحسابه البنكي ووظيفته ودخله.
- إجراء الفحوصات اللازمة لأرصدة المقترضين واستبعاد غير المؤهلين.
- إعداد المدفوعات من المقترضين وإرسالها للمقرضين.
- خدمة القروض.
- إيجاد مقرضين ومقترضين جدد (تسويق).

## التاريخ
تميز الإقراض بين النظراء في بدايته بكونه عبر اللاوساطة، بالإضافة إلى اعتماده على الشبكات الاجتماعية، ولكن هذه الخصائص بدأت في الاختفاء. وسهّل  الإنترنت والتجارة الإلكترونية الاستغناء عن الوسطاء الماليين التقليديين. أثبت ظهور الوسطاء الجدد فاعليته في توفير الوقت والتكاليف عن طريق توسيع نطاق التعهيد الجماعي ليشمل شريحة غير معتادة من المقرضين والمقترضين، ممهدًا الطريق للمزيد من الفرص.

### الولايات المتحدة
يعد الإقراض من نظير إلى نظير خيارًا جديدًا للاستثمار، وعلى الرغم من قانونيته في بعض الولايات، لم تسمح هيئة الأوراق المالية والبورصات الأمريكية في بعض الولايات بهذا النوع من الإقراض.

## التنظيم القانوني
في العديد من الدول، تعتبر ملاحقة المعاملات الاستثمارية من العامة غير قانونية. إجراءات التعهيد الجماعي التي يُطلب فيها من الناس المشاركة بأموالهم مقابل أرباح محتملة استنادًا على عمل الآخرين يعد سند ضمان.
يرتبط التعامل مع سندات الضمان بمشكلة صاحب الملكية. في حالة القروض الفردية، تظهر مشكلة ملكية القروض (السندات) وكيف تنتقل هذه الملكية بين منشئ القرض والفرد المقرض تعد المشكلة الأكبر. تحدث مشكلة خاصةً عند عدم اكتفاء إحدى شركات الإقراض بين النظراء بالربط بين المقرض والمقترض فحسب، بل تقترض الأموال من المستخدمين ثم تقرضها مرة أخرى. يُترجم هذا النشاط على أنه بيع لسندات الضمان. يُطلب شيئان لهذه العملية لتصبح قانونية، رخصة وسيط أوراق مالية وتسجيل عقد الاستثمار المبرم بين شخص وآخر. يمكن الحصول على الرخصة من وكالة تنظيمية للأوراق المالية مثل هيئة الأوراق المالية والبورصات الأمريكية في الولايات المتحدة، أو هيئة أونتاريو للأوراق المالية في أونتاريو بكندا، أو سلطة الأسواق المالية في فرنسا وكندا، أو هيئة الخدمات المالية في المملكة المتحدة.
تنظم هيئة الأوراق المالية والبورصات الأمريكية الأوراق المالية المعروضة من المقرضين من نظير إلى نظير داخل الولايات المتحدة. استطلع تقرير نشره مكتب المحاسبة العمومي إمكانية زيادة الرقابة التنظيمية لمكتب الحماية المالية للمستهلك أو مؤسسة تأمين الودائع الفيدرالية. ولكن، لم تقترح أي من المؤسستين إلى الآن رقابة مباشرة على إقراض النظراء.
في المملكة المتحدة، أدى صعود العديد من شركات الإقراض المتنافسة، بالإضافة إلى المشاكل المرتبطة بقروض الرهن العقاري، إلى دعوات لوضع تدابير تشريعية إضافية. تضع تلك التدابير حدًا أدنى لمعايير رأس المال والفحوصات المرتبطة بالتحكم في المخاطر للحد من خطر المقرضين المحتالين، وتضليل المستهلكين في شروط الإقراض.

## ميزات وعيوب

### سعر الفائدة
من أهم مميزات الإقراض الفردي للمقترضين هي إمكانية الحصول على سعر فائدة أفضل من المعروض لدى البنوك التقليدية (غالبًا أقل من 10%). أما أهم المميزات بالنسبة للمقرضين هي العائدات الأعلى مقارنة بتلك المتاحة من حسابات التوفير أو أي استثمار آخر. يختلف سعر الفائدة ومنهجية العمل لحساب تلك الأسعار بين منصات إقراض النظراء المختلفة. تمتاز أسعار الفائدة بتقلبات أقل مقارنة بأنواع الاستثمار الأخرى.

### المخاطر الائتمانية
يجذب الإقراض من نظير إلى نظير المقترضين غير المؤهلين للقروض التقليدية من البنوك بسبب وضعهم الائتماني السيئ، إذ يعبر سلوك الماضي عادة عن الأداء المستقبلي المتوقع، ويرتبط التصنيف الائتماني المنخفض باحتمالية عالية للتعثر المالي، بدأ الوسطاء من نظير إلى نظير يرفضون أعدادًا كبيرة من المتقدمين ويطلبون أسعار فائدة أعلى من المقترضين الأكثر عرضة للخطر بين المقترضين المُعترف بهم. تفرض بعض الشركات الوسيطة أيضًا اعتمادات مالية. يقدم كل مقترض مساهمات مالية تعوض المقرضين إن لم يكن بإمكان أحد المقترضين السداد.

### الحماية الحكومية
خلافًا لإيداع الأموال في البنوك، يستطيع المقرضون من نظير إلى نظير الاختيار بين إقراض أموالهم إلى المقترضين الأكثر أمانًا مع أسعار فائدة أقل أو إقراض المقترضين الأكثر عرضة للخطر مع عائدات أعلى. يُعامَل الإقراض من نظير إلى نظير قانونيًا كاستثمار، ولا تضمن مؤسسة تأمين الودائع الفيدرالية سداد المقترضين في حالة التعثر، أي أنها لا تعاملها معاملة ودائع البنوك.
رُفعت دعوى قضائية جماعية ضد شركة هيلوم في بروسبير ماركت بليس بالنيابة عن المستثمرين الذين اشتروا سندات على منصة بروسبير في الفترة بين 1 يناير 2006 و14 أكتوبر 2008. يزعم المدعون أن بروسبير عرضت وباعت أوراقًا مالية غير قانونية وغير مشروطة، بالمخالفة لقوانين ولاية كاليفورنيا والقوانين الفيدرالية الخاصة بالأوراق المالية في هذه الفترة. يزعم المدعون أيضًا أن بروسبير تعاملت كوسيط غير مرخص في كاليفورنيا. يهدف المدعون إلى إلغاء سندات القرض، والحصول على تعويضات تتضمن أتعاب المحامين. في 19 يوليو عام 2013، سُوي النزاع القضائي. وستدفع بروسبير 10 ملايين دولار لأعضاء الدعوى القانونية طبقًا لشروط التسوية.